# Calnegre
Calnegre este o arie protejată (sit de importanță comunitară — SCI) din Spania întinsă pe o suprafață de 780,93 ha, integral pe uscat.

## Localizare
Centrul sitului Calnegre este situat la coordonatele 37°30′23″N 1°26′22″W / 37.5064°N 1.4394°V.

## Înființare
Situl Calnegre a fost declarat sit de importanță comunitară în aprilie 1999 pentru a proteja 17 specii de animale.

## Biodiversitate
Situată în ecoregiunea mediteraneană, aria protejată conține 12 habitate naturale: Stepe sărăturate mediteraneene (Limonietalia), Galerii și tufărișuri riverane sudice (Nerio-Tamaricetea și Securinegion tinctoriae), Dune cu vegetație ierboasă Malcolmietalia, Dune mobile cu vegetație embrionară, Faleze cu vegetație de Limonium spp. endemic de pe coastele mediteraneene, Pante stâncoase calcaroase cu vegetație casmofită, Râuri mediteraneene cu debit permanent și vegetație de Glaucium flavum, Pseudostepă cu ierburi și specii anuale de Thero-Brachypodietea, Tufărișuri halo-nitrofile (Pegano-Salsoletea), Matorral arborescenți cu Zyziphus, Tufărișuri termo-mediteraneene și de pre-deșert, Vegetație anuală la limita mareei.
La baza desemnării sitului se află mai multe specii protejate:
- păsări (16): pietruș (Arenaria interpres), buha (Bubo bubo), Bucanetes githagineus, pasărea ogorului (Burhinus oedicnemus), ciocârlie-cu-degete-scurte (Calandrella brachydactyla), Calidris alba, Caprimulgus ruficollis, prundăraș de sărătură (Charadrius alexandrinus), șoim călător (Falco peregrinus), ciocârlan (Galerida cristata), scoicar (Haematopus ostralegus), Larus audouinii, ciocârlie de bărăgan (Melanocorypha calandra), Oenanthe leucura, turturică (Streptopelia turtur), silvie de tufiș (Sylvia undata)
- reptile (1): Testudo graeca

Pe lângă speciile protejate, pe teritoriul sitului au mai fost identificate 25 de specii de plante, 6 specii de păsări, 1 specie de amfibieni, 6 specii de mamifere, 4 specii de reptile.